# Cyclocypris laevis
Cyclocypris laevis är en kräftdjursart som först beskrevs av Otto Friedrich Müller 1776. Enligt Catalogue of Life ingår Cyclocypris laevis i släktet Cyclocypris och familjen Cyprididae, men enligt Dyntaxa är tillhörigheten istället släktet Cyclocypris och familjen Candonidae. Arten är reproducerande i Sverige. Inga underarter finns listade i Catalogue of Life.